# كلية العلوم (جامعة سوهاج)
كلية العلوم جامعة سوهاج وهي تمنح درجة البكالوريوس، مدة الدراسة بها أربع سنوات.

## تاريخ الكلية
تم إنشاء كلية العلوم في أكتوبر من العام الدراسي 1975\1976م كأحد كليات فرع جامعة اسيوط بسوهاج، وأصبحت إحدي كليات جامعة جنوب الوادي بعد إنشاءها في عام 1996م الي أن استقلت جامعة سوهاج عام 2006م،
عند إنشائها كان عدد الطلاب بها 105 طالب وطالبة وكانت الكلية تعتمد علي انتداب أعضاء هيئة التدريس من جامعات أسيوط والقاهرة لسد العجز لديها.

## رؤية الكلية

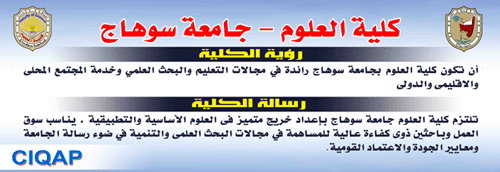
رسالة ورؤية الكلية

أن تكون كلية العلوم جامعة سوهاج رائدة في مجالات التعليم والبحث العلمي وخدمة المجتمع المحلى والإقليمى والدولي. 

## رسالة الكلية
تلتزم كلية العلوم جامعة سوهاج بإعداد خريج متميز في العلوم الأساسية والتطبيقية، يناسب سوق العمل وباحثين ذوى كفاءة عالية للمساهمة في مجالات البحث العلمى والتنمية في ضوء رسالة الجامعة والمعايير القومية للجودة والاعتماد وقيم المجتمع.

## احصاءات الكلية
في عام 2009 بلغ عدد طلاب الكلية 1719 طالب وطالبة ويبلغ أعضاء هيئة التدريس 202 عضو، منهم 150 علي رأس العمل،19 عضو متفرغ (من 60 الي 70 عام) وعدد 4 غير متفرغ (أكبر من 70 عام) بالأضافة الي 57 عضو في اعارات خارج الوطن وعدد معوني أعضاء هيئة التدريس 121 عضو منهم 108 علي رأس العمل و 13 في بعثات علمية خارج الوطن.

## الدرجة العلمية
يمنح خريج العلوم لقب «أخصائي علمى» scientist[بحاجة لمصدر] في مجال التخصص بمجرد حصوله على درجة البكالوريوس في العلوم وهو لقب خاص بخريجي كليات العلوم فقط ويقيد بنقابة المهن العلمية بشعبة الاختصاص طبقا لأحكام المواد 6، 11 من القانون 80 لسنة 69 والمعدل بالقانون 120 لسنة 83، ورفضت النقابة مؤخرا ضم خريجى كليات العلوم الطبية (تكنولوجية العلوم الصحية حاليا) لتحول مسارها الأكاديمي لمسار الفنى أو التكنولوجي المساعد.

## أقسام الكلية
تنقسم الكلية الي ثمانية أقسام هي:

### قسم الكمياء

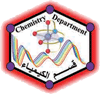

تم إنشاء قسم الكيمياء عام 1975 مع بداية إنشاء كلية العلوم بسوهاج.

### قسم الفيزياء

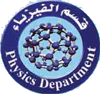
شعار القسم

قسم الفيزياء هو أحد ستة أقسام ضمتها كلية العلوم بسوهاج يوم أنشأت وكان يهدف إلى تلبية حاجات المجتمع من الفيزيائيين ومنذ ذلك الحين أصبح المسئول عن تخريج وتأهيل الفيزيائيين التي تحتاجهم محافظة سوهاج بشكل خاص أو تحتاجهم الدولة بشكل عام في مختلف المؤسسات بما في ذلك الجامعة نفسها.

### قسم علم النبات

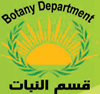
شعار القسم

يمثل قسم النبات أحد الأقسام الرئيسية بكلية العلوم فقد أنشئ مع نشأة كلية العلوم بجامعة سوهاج عام 1975م. يهدف إلي إعداد أجيال من الدارسين والباحثين في مجالات علم النبات المختلفة والتي تتماشى مع احتياجات سوق العمل
يعمل قسم النبات على إثراء المنظومة التعليمية والمساهمة في الارتقاء بالمستوي العلمي والتكنولوجي في مجال علم النبات والعلوم ذات الصلة بعلم النبات (الميكروبيولوجى) بما يحقق التكيف مع تحديات العصر وذلك بتقديم مستوى تعليمي متميز للعديد من البرامج التعليمية بمختلف كليات جامعة سوهاج بما ينعكس على المستوي الاكاديمى والمهارى للخريجين ليفي بمتطلبات سوق العمل على المستوى القومي والعالمي بما يتفق مع قواعد السلوك الأخلاقي المهني ويتحقق ذلك من خلال تطبيق استرتيجيات متنوعة لتعزيز العملية التعليمية.

### قسم علم الحيوان

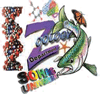
شعار القسم

يمثل قسم علم الحيوان أحد الأقسام الرئيسية بكلية العلوم فقد أنشئ مع نشأة كلية العلوم بجامعة سوهاج عام 1975م. ويهدف إلي إعداد أجيال من الدارسين والباحثين في مجالات علم الحيوان المختلفة والتي تتطلبها سوق العمل كما يقوم القسم بدور هام وفعال في تنمية المجتمع المدني بمحافظ سوهاج من خلال تقديم الخدمة العلمية عن طريق الكشف عن كثير من الأمراض ومسبباتها وكيفية الوقاية منها وتدريب العاملين في القطاع الحكومي والخاص والباحثين والخريجين والطلاب في مجالات التكنولوجيا الحيوية والبيولوجيا الجزيئية وتقنيات زراعة الأنسجة والخلايا وعزل البروتينات وإجراء التحاليل البيولوجية في الدم والأعضاء المختلفة كما يقوم القسم أيضا بتدريب الباحثين والخريجين والطلاب على كيفية فصل السموم من الكائنات البحرية وتعريف تلك الكائنات واستخدام السموم المفصول من تلك الكائنات في علاج بعض الأمراض، دراسة تأثير ملوثات المياه العذبة والمالحة على الكائنات التي تعيش في هذه البيئات ويهدف القسم إلى إعداد طالب للعمل والمشاركة بنشاط البحث العلمي في مجال علم الحيوان مستخدماً مهاراته التي تعلمها بالقسم في تنمية وخدمة المجتمع.
وهناك برنامجين رئيسيين بالقسم وهما برنامج علم الحيوان وبرنامج الكيمياء وعلم الحيوان وقد أعد القسم برامج أكاديمية أخرى وأُعدت اللائحة الخاصة بتلك البرامج مثل برنامج المصايد والحشرات والكيمياء والحشرات كما أُعدت لائحة لدرجة الماجستير وأعد القسم عدد من الدبلومات وهي دبلومة التحاليل الجزيئية الوراثية، ودبلومة التحاليل المعملية الحيوية، دبلومة الطفيليات وعلم الدم دبلومة التكنولوجية الحيوية والمناعة. والقسم في سبيله لإنشاء متحف علمى للكائنات الحيوانية على مستوى عالمي. 

### قسم الجيولوجيا

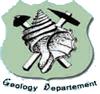
شعار القسم

يمثل قسم الجيولوجيا أحد الأقسام الرئيسية بكلية العلوم، يهدف إلي إعداد أجيال من الدارسين والباحثين في مجالات علم الجيولوجيا المختلفة والتي تتطلبها احتياجات سوق العمل كما يقوم القسم بدور هام وفعال في تنمية المناطق الصحراوية محافظ سوهاج والمحافظات المجاورة من خلال تقديم العديد من الاستشارات والدراسات العلمية والفنية للجهات التنفيذية المختلفة، ويهدف القسم إلى إعداد الطالب للعمل في مختلف مجالات الجيولوجيا والمشاركة بنشاط في البحث العلمي وخدمة المجتمع. وهناك ثلاثة برامج أكاديمية، وقد أعدت لائحة جديدة لتقديم برنامج جديد للجيولوجيا الهندسية والبيئية. وتم اعداد برنامجا لدرجة الماجستير في إدارة الموارد المائية وبالتعاون مع جامعتي أسيوط وعين شمس وجامعة اكسترببريطانيا وجامعة مارتن لوثر الألمانية، وهيئة الاستشعار عن بعد وشركة ريجوا وذلك بتمويل من الاتحاد الأوروبي (التمبس).

### قسم الرياضيات

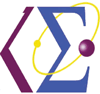
شعار القسم

يسعى قسم الرياضيات بكلية العلوم جامعة سوهاج أن يكون رائداً في مجال تعليم الرياضيات والحاسب الآلي والبحث العلمي وخدمة المجتمع في مصر والوطن العربي.
قسم الكيمياء الحيوية
قسم البرمجة والاحصاء

## عمداء الكلية
العمداء الذين تولوا الكلية منذ أنشائها:
| م  | الاسم                                      | المدة                        |
| -- | ------------------------------------------ | ---------------------------- |
| 1  | الأستاذ الدكتور / محمد سيد عمارة           | من 1975 الي 4/11/1978        |
| 2  | الأستاذ الدكتور / أحمد عبد الله السماحي    | من 6/11/1978 الي 9/10/1985   |
| 3  | الأستاذ الدكتور / عايدة محي الدين عوض      | من 10/10/1985 الي 9/10/1988  |
| 4  | الأستاذ الدكتور / محمد محمد إبراهيم الشيخ  | من 11/10/1988 الي 10/10/1991 |
| 5  | الأستاذ الدكتور / أحمد كمال الدين الشافعي  | من 12/10/1991 الي 11/10/1994 |
| 6  | الأستاذ الدكتور / حسين محمد علي الخشاب     | من 12/10/1994 الي 11/10/1997 |
| 7  | الأستاذ الدكتور / عايدة محي الدين عوض      | من 12/10/1997 الي 31/7/1998  |
| 8  | الأستاذ الدكتور / أحمد كمال الدين الشافعي  | من 1/8/1998 الي 31/7/2001    |
| 9  | الأستاذ الدكتور / حسن موسى الشاروني        | من 1/8/2001 الي 1/2/2005     |
| 10 | الأستاذ الدكتور / عثمان محمد عثمان المغربي | من 7/4/2005 الي 23/11/2009   |
| 11 | الأستاذ الدكتور / فايز محمود الحصري        | من 12/1/2010 الي 1/8/2012    |
| 12 | الأستاذ الدكتور / احمد محمد سليمان         | من 24/9/2012                 |
| 13 | الأستاذ الدكتور / حازم محمود المشنب        | من 15/8/2021                 |

## مباني الكلية
تنقسم مباني الكلية الي عدد ثلاث مبني الأول أنشأ مع إنشاء الكلية ويسمي مبنى علوم ١ والثاني انشأ بعده ويسمي مبنى علوم ٢ والثالث مبنى علوم ٣ (مبنى بيطري سابقا)

### مبنى علوم ١
ويشمل علي:

### الدور الأول
معامل الكمياء العضوية

### البدروم والدور الثاني والثالث والرابع
خاص بقسم الفيزياء

### مبنى علوم ٢
ويشمل على:

### البدروم
به ادارات الكلية ومنها إدارة الدراسات العليا والعلاقات الثقافية بالأضافة الي المعامل الأفتراضية ووحدة رعاية الشباب وادارة الموارد البشرية وادارة الصيانة وادارة المخازن بالاضافة الى وحدة القياس والتقويم ووحدة النشر العلمي ووحدة المشروعات ووحدة الرنين المغناطيسي.

### الدور الأول
قسم الكمياء ومدرج 1

### الدور الثاني
قسم علم الحيوان ومدرج 2

### الدور الثالث
قسم الجيولوجيا، معمل الامتصاص الذري، ومعمل جيوكمياء البيئة ومدرج 3 

### الدور الرابع
قسم النبات، وحدة الهندسة الوراثية، مكتبة القسم ومدرج4

### الدور الخامس
قسم الرياضيات، معامل الحاسب الالي، مكتب عميد الكلية، وكلاء الكلية ومدرج5

### مبنى علوم ٣
ويشمل على:
ادارة شؤون الطلاب ومكاتب اعضاء هيئة التدريس وعدد من معامل ابحاث الاقسام بالاضافة لغرفة الانشطة الطلابية

### مكتبة الكلية
توجد مكتبة الكلية في الدور الرابع في مبني الخدمات بجامعة سوهاج.

## وصلات خارجية
- الموقع الرسمي للجامعة
- موقع مكتبة الكلية